# 95th (Derbyshire) Regiment of Foot

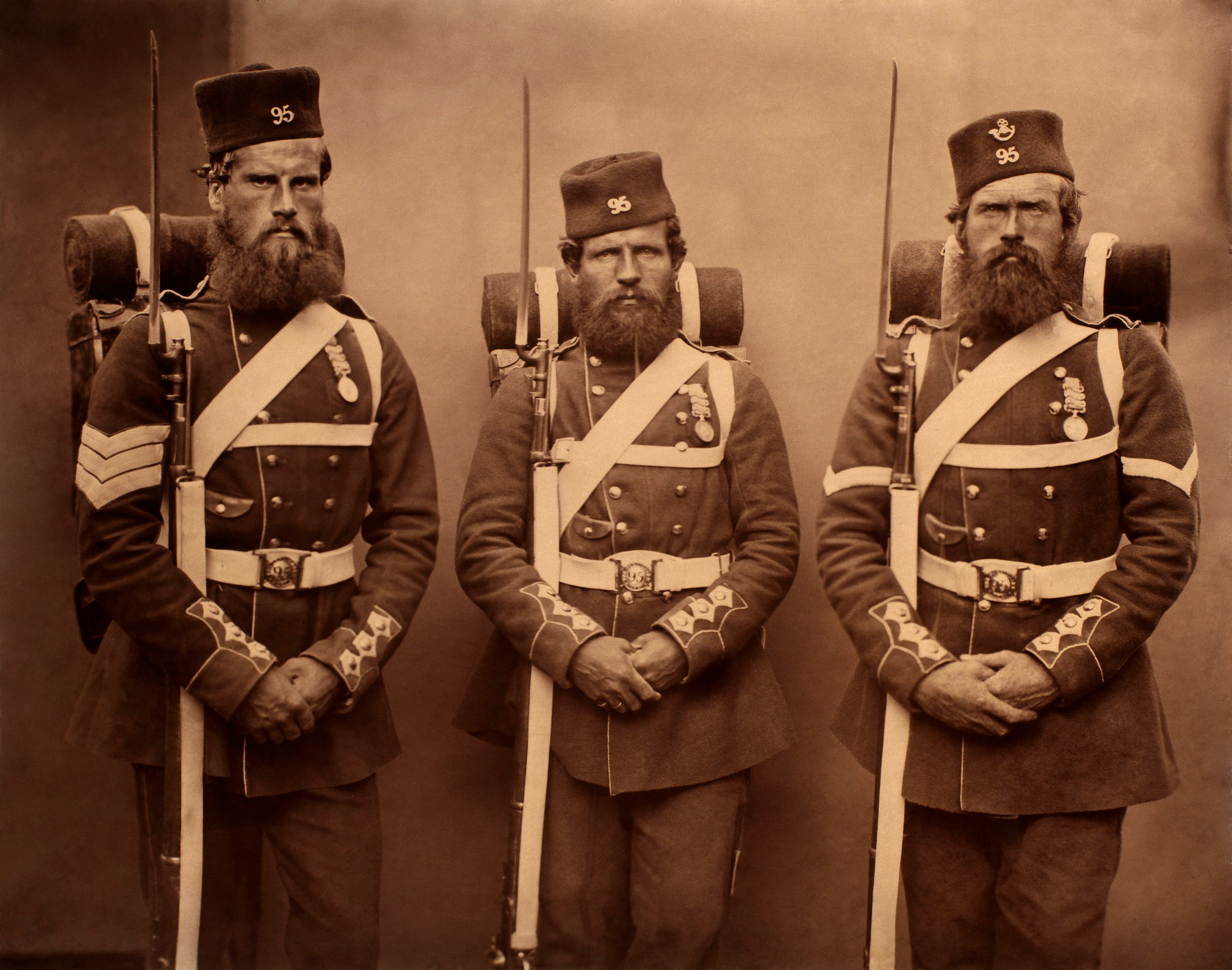
Soldaten des 95th Regiment of Foot, 1856

Die 95th (Derbyshire) Regiment of Foot waren ein Infanterieregiment der britischen Armee, das von 1823 bis 1881 bestand.

## Geschichte
Das Regiment wurde anlässlich der Französischen Invasion in Spanien am 1. Dezember 1823 als 95th Regiment of Foot in Winchester gegründet. Der Regimentsname wurde am 21. Dezember 1825 zu 95th (Derbyshire) Regiment of Foot erweitert. Das Regiment trug scharlachrote Uniformen mit schwarzen Aufschlägen.
Von 1824 bis 1829 war es auf Malta stationiert. Anschließend zog es auf die Ionischen Inseln, damals ein britisches Protektorat, bevor es 1835 auf die Britischen Inseln zurückkehrte, wo es als Garnison in Cork stationiert wurde. Anschließend wurde das Regiment von 1840 bis 1850 in Ceylon und Hongkong eingesetzt.
Seinen ersten Kampfeinsatz leistete das Regiment während des Krimkriegs (1854–1856) an der Alma im September 1854. Es erbeutete dort ein russisches Geschütz, verlor jedoch über 60 Prozent seiner Offiziere und fast 30 Prozent seiner Unteroffiziere und Mannschaften. Das bedeutete, dass es nur 443 Offiziere und Mannschaften zur Schlacht bei Inkerman (November 1854) beitragen konnte, wo es weitere 144 Tote oder Verwundete verlor. Die Überlebenden nahmen dann an der Einnahme von Sewastopol teil. Die Gesamtverluste des Regiments auf der Krim betrugen 637 Tote und 462 Invaliden.
Dann wurde es zur Niederschlagung des Indischen Aufstands (1857–1859) entsandt. Es marschierte 4.800 km durch Zentralindien und half 1858 bei der Einnahme von Gwalior, Kota, Pouree und Rowa. Während des Feldzugs verlor es nur 67 Tote, Gefallene und Verwundete. An einem Tag erlitten jedoch 89 Offiziere und Soldaten einen Hitzschlag. Bei der Einnahme von Kota im Jahr 1858 wurde ein angebundener Widder, der im Hof eines Tempels gefunden wurde, als Maskottchen gewählt. Diese Tradition wurde von den Nachfolgeregimentern fortgeführt.
Von 1870 bis 1881 war das Regiment in Großbritannien stationiert und wurde am 1. Juli 1881 im Rahmen der Childers-Reform mit dem 45th (Nottinghamshire) (Sherwood Foresters) Regiment of Foot zu den Sherwood Foresters (Derbyshire Regiment) verschmolzen. Diese wurden 1970 mit dem Worcestershire Regiment zum Worcestershire and Sherwood Foresters Regiment (29th/45th Foot) und dieses 2007 mit dem Cheshire Regiment und dem Staffordshire Regiment zum Mercian Regiment verschmolzen. Das Mercian Regiment führt die Tradition des 36th Regiment of Foot bis heute weiter.

## Regimental Colonels
Colonel of the Regiment waren:
- 1823–1829: General Sir Colin Halkett
- 1829–1834: Lieutenant-General Sir Archibald Campbell, 1. Baronet
- 1834–1838: Lieutenant-General Sir Charles Pratt
- 1838–1843: Lieutenant-General Sir John Buchan
- 1843–1848: Lieutenant-General George Guy Carleton L’Estrange
- 1848–1850: Lieutenant-General Sir Richard Armstrong
- 1850–1853: General Sir John Bell
- 1853–1868: General Sir Francis Cockburn
- 1868–1869: General John ffolliott Crofton
- 1869–1871: Major-General Frederick Holt Robe
- 1871–1876: General James Pattoun Sparks
- 1876–1881: General John Studholme Brownrigg

## Battle Honours
Dem Regiment wurden folgende Battle Honours verliehen (englische Originalbezeichnungen):
- Alma
- Inkerman
- Sevastopol
- Central Indian